# Yatma Diop
Pour les articles homonymes, voir Diop.
Yatma Diop, de son nom Moustapha Diop, né le 30 avril 1943 à Dakar, est un footballeur sénégalais des années 1960.

## Biographie
Il évolue au Foyer France Sénégal lorsqu'il est sélectionné pour participer à la Coupe d'Afrique des nations de football 1968 avec l'équipe du Sénégal.

## Buts en sélection
| Buts en sélection de Yatma Diop | Buts en sélection de Yatma Diop | Buts en sélection de Yatma Diop | Buts en sélection de Yatma Diop | Buts en sélection de Yatma Diop | Buts en sélection de Yatma Diop | Buts en sélection de Yatma Diop |
|                                 | Date                            | Lieu                            | Adversaire                      | Score                           | Résultat                        | Compétition                     |
| ------------------------------- | ------------------------------- | ------------------------------- | ------------------------------- | ------------------------------- | ------------------------------- | ------------------------------- |
| 1.                              | 12 janvier 1968                 | Asmara (Éthiopie)               | Ghana                           | 1-2 (1 but à 65e)               | 2-2                             | CAN 1968                        |
| 2.                              | 14 janvier 1968                 | Asmara (Éthiopie)               | Congo                           | 1-0 (1 but à 27e)               | 2-1                             | CAN 1968                        |